# Promyelozytenleukämie
Die Promyelozytenleukämie (oft auch als M3, APL oder APML abgekürzt) und die Variant-Form (M3v) gehören in die Gruppe der akuten myeloischen Leukämien (AML), es ist eine äußerst seltene Form.
Im Differentialblutbild zeigen sich Promyelozyten mit Auerstäbchen und der typischen promyelozytären Granulation (Primärgranula). Typisches Merkmal ist auch die positive Peroxidase (zytochemische Färbung). Die erste Verdachtsdiagnose wird meist aufgrund des mikroskopischen Bildes gestellt. Die weitere Abklärung erfolgt mittels zytogenetischer Untersuchung und dem Nachweis der charakteristischen Translokation t(15;17).

## Ursachen und Entstehung
Die häufigste Ursache ist eine  t(15;17)-Translokation, die in einer Fusion der beiden für die Transkriptionsfaktoren Promyelocytic Leukemia Protein (PML) und Retinsäurerezeptor-α (RARα) codierenden Gene resultiert.
RARα bindet in Abwesenheit des Liganden all-trans-Retinsäure (Tretinoin, engl. all-trans retionic acid, Kurzform all-trans RA oder ATRA) an die DNA und interagiert mit einem Komplex zur Transkriptionsunterdrückung, welcher Histon-Deacetylasen (HDAC) rekrutiert. Deacetylierung der Histone hat die Bildung von Heterochromatin und somit eine Unterdrückung der  Transkription zur Folge.
Das onkogene Fusionsprotein (PML/RARalpha) hält diese Interaktion nun auch in Anwesenheit des Liganden aufrecht, was eine konstitutive Unterdrückung der RARalpha-regulierten Gene zur Folge hat.
Es kommt zu einer transkriptionell unterdrückten Differenzierungs-Blockade und somit zu einer gestörten Zellreifung der Promyelozyten.

## Diagnose
Die Diagnose sollte mittels genetischem Nachweis des PML-RARA-Fusionsproteins erfolgen, durch einen RT-PCR-Assay, Nachweis der t(15;17)-Translokation durch eine konventionelle Karyotypisierung oder Fluoreszenz-in-situ-Hybridisierung, oder durch Nachweis der für die Promyelozytenleukämie typischen Mikrosprenkelung der Promyelozyten im indirekten Immunofluoreszenz-Assay.

## Therapie
Neben der Chemotherapie auf Basis der Anthracycline werden zwei Mittel ergänzend oder alternativ eingesetzt, die spezifisch für diese Form der Leukämie sind und zusammen mit der Chemotherapie sehr gute Therapieergebnisse zeigen. Beide Mittel wirken synergistisch bei der Degradation des die Leukämie verursachenden Onkoproteins:
- Tretinoin (All-trans-Retinsäure, ATRA) bindet an den RARalpha-Anteil des Onkoproteins und führt zu dessen Degradation. Dies führt zur Aufhebung der HDAC-abhängigen Differenzierung-Blockade. ATRA wurde in den 1980er Jahren eingeführt und revolutionierte die Therapie dieser Leukämieunterform, die zuvor als die Form mit der schlechtesten Prognose galt. Es war die erste auf das verursachende Onkoprotein spezifisch wirkende Therapie.
- Arsentrioxid bindet an die RBCC-Domäne (RING finger, B box and coiled coil-domain) des PML-Anteils des Fusions-Onkoproteins PML/RARalpha, was zu dessen Abbau führt. Dadurch wird der Differenzierungsstopp durch das Onkoprotein aufgehoben, die Tumorzellen differenzieren weiter und es wird eine Apoptose der partiell differenzierten Tumorzelle induziert. Bereits in den 1970er Jahren wurde es zur Therapie der Promyelozytenleukämie in China eingesetzt.

Der Therapiestandard ist 2013 eine Kombination aus einer Anthracyclin-Chemotherapie und All-trans-Retinsäure, was zu einer Remission in 95 % und einer dauerhaften Heilung bei 80 % der Fälle führt.
In einer multizentrischen randomisierten kontrollierten Phase-III-Studie mit 156 Patienten mit Promyelozytenleukämie und einem niedrigen bis intermediären Risiko wurde die Kombination aus ATRA und Arsentrioxid gegen die Standardtherapie aus ATRA und Anthracyclin verglichen. Dabei zeigte sich bei einem medianen Follow-up von 34 Monaten eine Vollremission (complete remission) in der Arsentrioxidgruppe bei 100 % gegen 97 % in der Anthracyclin-Gruppe, sowie eine komplikationsfreie Zweijahres-Überlebensrate von 97 % und 86 %, womit ATRA und Arsentrioxid nicht schlechter wirksam waren als der Standard aus ATRA und Anthracyclin. Mit Arsentrioxid wurden weniger Infektionen und weniger hämatologische Komplikationen beobachtet, aber mehr hepatotoxische Probleme.